# Rosebud County
Rosebud County ist ein County im Bundesstaat Montana der Vereinigten Staaten. Der Sitz der Countyverwaltung (County Seat) befindet sich in Forsyth.
Ein Teil des Custer National Forest liegt auf dem Gebiet des Rosebud Countys.

## Demografische Daten
Nach der Volkszählung im Jahr 2000 lebten im County 9.383 Menschen. Es gab 3.307 Haushalte und 2.417 Familien. Die Bevölkerungsdichte betrug 1 Einwohner pro Quadratkilometer. Ethnisch betrachtet setzte sich die Bevölkerung zusammen aus 64,40 % Weißen, 0,23 % Afroamerikanern, 32,41 % amerikanischen Ureinwohnern, 0,29 % Asiaten, 0,00 % Bewohnern aus dem pazifischen Inselraum und 0,65 % aus anderen ethnischen Gruppen; 2,01 % stammten von zwei oder mehr ethnischen Gruppen ab. 2,33 % der Bevölkerung waren spanischer oder lateinamerikanischer Abstammung.

Alterspyramide des Rosebud County (Stand: 2000)

Von den 3.307 Haushalten hatten 38,70 % Kinder und Jugendliche unter 18 Jahre, die bei ihnen lebten. 56,00 % waren verheiratete, zusammenlebende Paare, 11,80 % waren allein erziehende Mütter. 26,90 % waren keine Familien. 24,30 % waren Singlehaushalte und in 8,40 % lebten Menschen im Alter von 65 Jahren oder darüber. Die Durchschnittshaushaltsgröße betrug 2,81 und die durchschnittliche Familiengröße lag bei 3,34 Personen.
Auf das gesamte County bezogen setzte sich die Bevölkerung zusammen aus 33,50 % Einwohnern unter 18 Jahren, 7,20 % zwischen 18 und 24 Jahren, 25,70 % zwischen 25 und 44 Jahren, 24,80 % zwischen 45 und 64 Jahren und 8,90 % waren 65 Jahre alt oder darüber. Das Durchschnittsalter betrug 34 Jahre. Auf 100 weibliche Personen kamen 100,90 männliche Personen, auf 100 Frauen im Alter ab 18 Jahren kamen statistisch 99,20 Männer.
Das jährliche Durchschnittseinkommen eines Haushalts betrug 35.898 USD, das Durchschnittseinkommen der Familien betrug 41.631 USD. Männer hatten ein Durchschnittseinkommen von 38.688 USD, Frauen 20.640 USD. Das Prokopfeinkommen betrug 15.032 USD. 22,40 % der Bevölkerung und 17,80 % der Familien lebten unterhalb der Armutsgrenze. 31,80 % davon waren unter 18 Jahre und 15,10 % waren 65 Jahre oder älter.

## Geschichte
Zwei Orte im County haben den Status einer National Historic Landmark, ein Schlachtfeld aus dem Sioux-Krieg von 1876–77, Wolf Mountains Battlefield-Where Big Crow walked Back and Forth, und die Deer Medicine Rocks. 20 Bauwerke und Stätten des Countys sind im National Register of Historic Places eingetragen (Stand 9. Februar 2018).

## Orte im Rosebud County
Citys
| - Colstrip - Forsyth |

Census-designated places (CDP)
| - Ashland - Birney - Lame Deer - Rosebud |

Unincorporated Communitys
| - Angela - Bascom - Cartersville - Hathaway | - Ingomar - Sumatra - Vananda |

Ghost Towns
| - Hibbard |